# Carbondale (Illinois)
Carbondale – miasto w Stanach Zjednoczonych, w stanie Illinois, w hrabstwie Jackson.

## Demografia
źródło: